# Jonathan Karl Zenker
Jonathan Karl Zenker (ur. 1 marca 1799 w Sundremda, zm. 6 listopada 1837 w Lipsku) – niemiecki naukowiec.

## Życiorys i praca naukowa
Ojciec Jonathana Karla Zenkera (także Jonathan) był nauczycielem i pastorem w Sundremda i sam uczył syna w zakresie szkoły podstawowej. Od 1813 r. uczęszczał on do gimnazjum w Weimarze, a w 1818 r. rozpoczął studia teologiczne w Jenie. Miał jednak zainteresowania naukowe i poświęcił się wyłącznie naukom przyrodniczym. W 1823 r. wyjechał do Drezna, gdzie studiował medycynę na Akademii Medyczno-Chirurgicznej. Wrócił do Jeny i uzyskał doktorat nauk medycznych na podstawie rozprawy Batrachomyologia, a następnie uzyskał kwalifikacje jako prywatny wykładowca historii naturalnej. W 1828 r. został mianowany profesorem nadzwyczajnym na wydziale filozofii Uniwersytetu w Jenie, a w 1836 r. radcą nadwornym i profesorem zwyczajnym na wydziale lekarskim.
Zajmował się różnymi dziedzinami nauk przyrodniczych, m.in. zoologią, paleontologią i mykologią. Jest autorem wielu prac naukowych. 3 sierpnia 1833 r. został członkiem Niemieckiej Akademii Przyrodników Leopoldina. 
W naukowych nazwach utworzonych przez niego taksonów dodawane jest jego nazwisko Zenker. Uczczono go jego nazwiskiem nazywając rodzaj trawy Zenkeria. 